# Літній палац Петра I
 Літній палац Петра I  (рос. Летний дворец Петра І) — резиденція російського царя і першого російського імператора в Літньому саду.

## Передісторія. Садиба шведа Конау
Серед перших резиденцій царя — маленький дерев'яний будиночок, що зберігають на сучасній Петроградській стороні у футлярі з червоної цегли. Літньою резиденцією ж став цегляний Літній палац.
Для власної резиденції влітку російський цар обрав залишки садиби шведа Еріха Берндта фон Коноу (або Конау). Майор фон Коноу служив в гарнізоні невеличкої шведської фортеці поряд з річкою Охта і залишки якої віднайдені під час археологічних розкопок. Цар у напруженій війні виборов береги Балтійського моря у дельті річки Нева. Тому наказав висадити в повітря шведську фортецю, а гарнізон вислав геть. Російську Петропавлівську фортецю заклали і вибудували на новому місті, на пласкому Заячому острові навпроти Літнього палацу.

## Палац

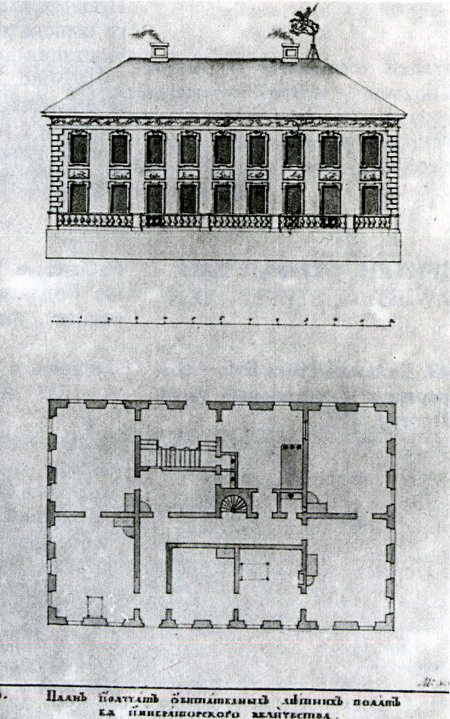
Фасад і план Літнього палацу, до 1727 року.

В період 1705—1707 років керував пристосуванням під житло колишньої шведської садиби інженер росіянин Іван Матвєєв (Угрюмов). Тоді ж закладені перші ділянки невеликого саду на голландський зразок.
Проект цегляної споруди створив перший архітектор міста, швейцарець з італійським походженням — Доменіко Трезіні (1670—1734). Він же був і першим його будівничим. Доменіко Трезіні якийсь час перебував у Данії, скромна бюргерська архітектура якої вплинула на манеру митця. Вона подобалася своєю практичністю і скромністю і царю. Палац створено у 1711 — 1713 рр. Вже у 1712 р. цар перебрався в недобудовану споруду.
Двоповерховий, потинькований, невеликий за розмірами (26,5 х 15,5 метрів), висота з дахом — 13,3 м, висота двох поверхів — 8,1 метр. Розпланування першого і другого поверхів було однаковим, але кімнати відрізнялися декором. Аби підкреслити значення палацу, його фасади прикрасили теракотовими барельєфами за малюнками відомого німецького архітектора Андреаса Шлютера у 1714 р. Тиньк фасадів фарбували, кути споруди виділяли рустом, на даху обладнали флюгер у вигляді Юрія-змієборця. Палацик дивував скромними фасадами, більш бідними і стриманими, ніж Мауріцхейс, який більшість бажає бачити зразком для цієї споруди. Але палац Петра І нагадуе парковий павільйон розмірами і фарбуванням і відповідав смакам царя, не заклопотаного(поки йде Північна війна) престижем і розкішшю.
Головний фасад палацу повернуто у бік саду і колишнього басейну-гаванця. На початку 18 ст. палацик з трьох боків був оточений водою. До споруди діставалися тільки човнами, для яких і створили гаванець. Головний фасад асиметричний, кількість осей фасаду дорівнює восьми, тоді як для симетрії потрібно дев'ять. Тому кількість вікон першого і другого поверхів не збігається. Одне вікно першого поверху віддано під двері. Незвичною особливістю палацика була відсутність прибудови сіней, замість них — маленький внутрішній вестибюль з ходом в кімнати першого поверху та дерев'яними сходами на другий. Це обумовлене прорахунками проекту і поспіхом, з яким будували споруду. До того ж, палацик відвели для перебування влітку — звідси досить тонкі стіни, одинарні рами, декоративні каміни в кімнатах і мала кількість печей.

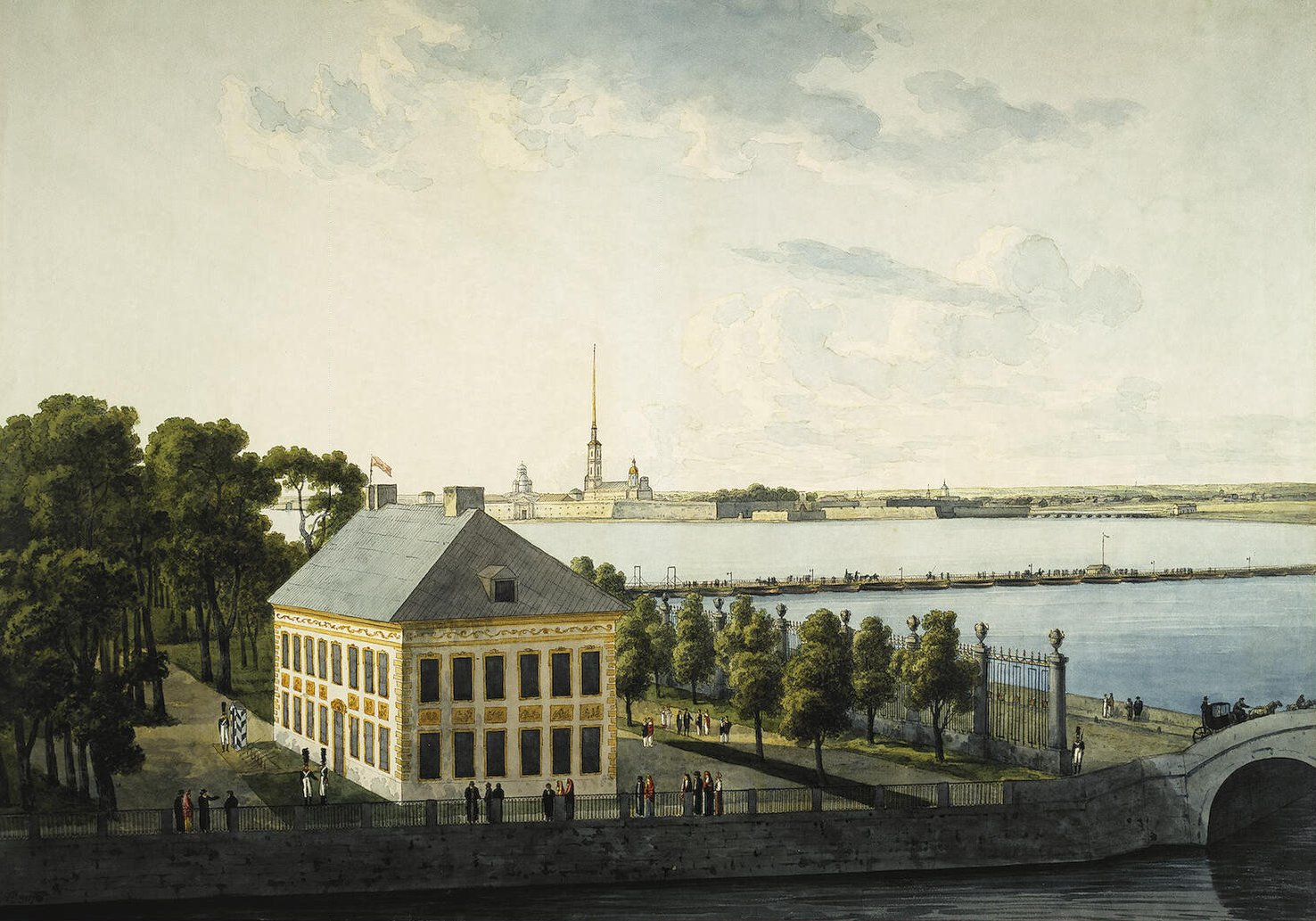
Літній палац у 1809 році
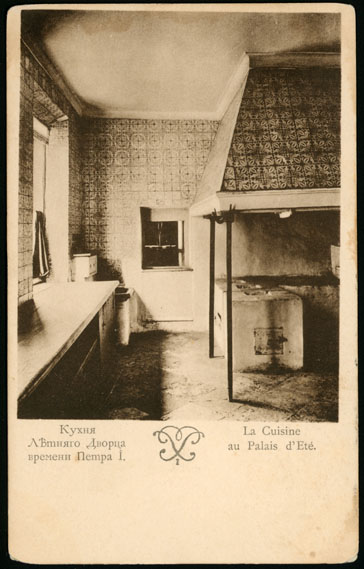
Літній палац, поварня з кахлями( кухня )
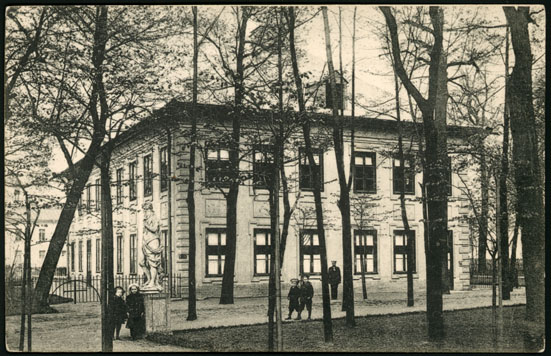
Літній палац, фото, початок 20 ст.

## Інтер'єри
Палацик має всього 14 кімнат, два внутрішні коридори, дві поварні (кухні). Одна з кімнат стала Токарною майстернею, де стояли токарні верстати царя, що полюбляв це ремесло. Пишніші кімнати другого поверху, частка яких декорована панелями з дубу та деревини горіху (Зелений кабінет другого поверху). З кабінету можна було вийти на невеличку галерею з вікнами на Неву, а через їдальню на галерею у бік саду. Стелі прибрані живописом з алегоріями. Підвіконні проміжки прикрасили кахлями з голландського міста Делфт.

## Вітровий прилад
Незвичною особливістю палацу був вітровий прилад, поєднаний з флюгером на даху. Його панель в залі другого поверху прикрашає рельєфна різьба і навігаційні прилади -
- годинник
- «вітрові укази».

Складний навігаційний прилад створив у 1713 році по замові царя саксонський механік Дінглінгер Гертнер з міста Дрезден. У 1714 році вітровий прилад привезли в Санкт-Петербург, де встановили в кабінеті Петра І.

## Зелений кабінет

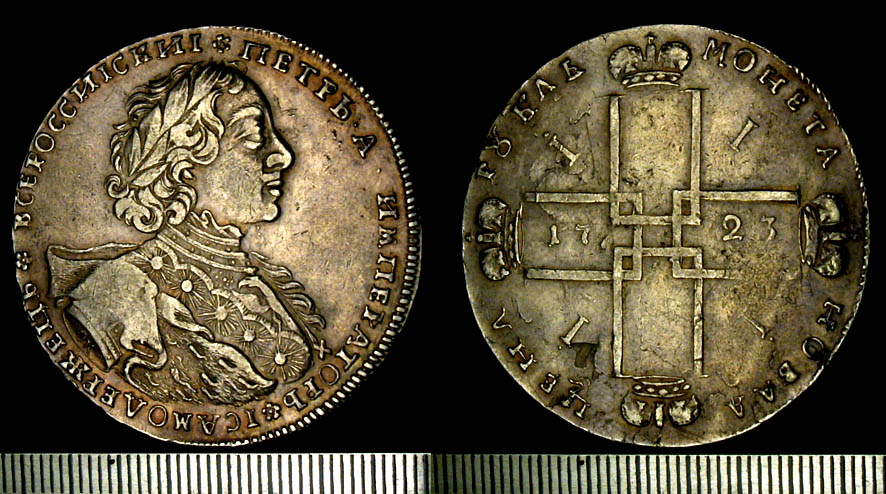
Петровський рубль, карбування 1723 р.

Перебування царя у Франції і в Версалі навернуло його до престижу, гідного володарю такого царства, як Московія. Моду на французький декор і принесли у Петербург цар і французький архітектор Олександр Леблон. Зелений кабінет оздобили панелями з розписами, дзеркалами, десюдепортами (наддвірними картинами).Частка стін уставлена шафами, де зберігали екзотичні речі з Голландії, Китаю, Японії (порцеляна, різьба по коштовному і напівкоштовниму камені, екзотичні речі, медалі тощо). Це були попередники колекцій майбутньої Кунсткамери.
Але мистецька вартість декору Літнього палацу Петра І невелика через залучення не найкращих майстрів (ремісничі плафони Г. Гзеля і російських учнів), короткий термін роботи дійсно значно обдарованих (Шлютера, Леблона), перехід майстрів на інші великі об'єкти (в Меншиковський палац, в Стрельну, в Італійський палац чи в Петергоф). Частка речей високої мистецької вартості передана в нові музеї, а тут концентрували випадково збережені речі першого 25-річчя 18 століття чи речі, пов'язані з особою царя-реформатора.

## Тема перемоги в декорі палацу

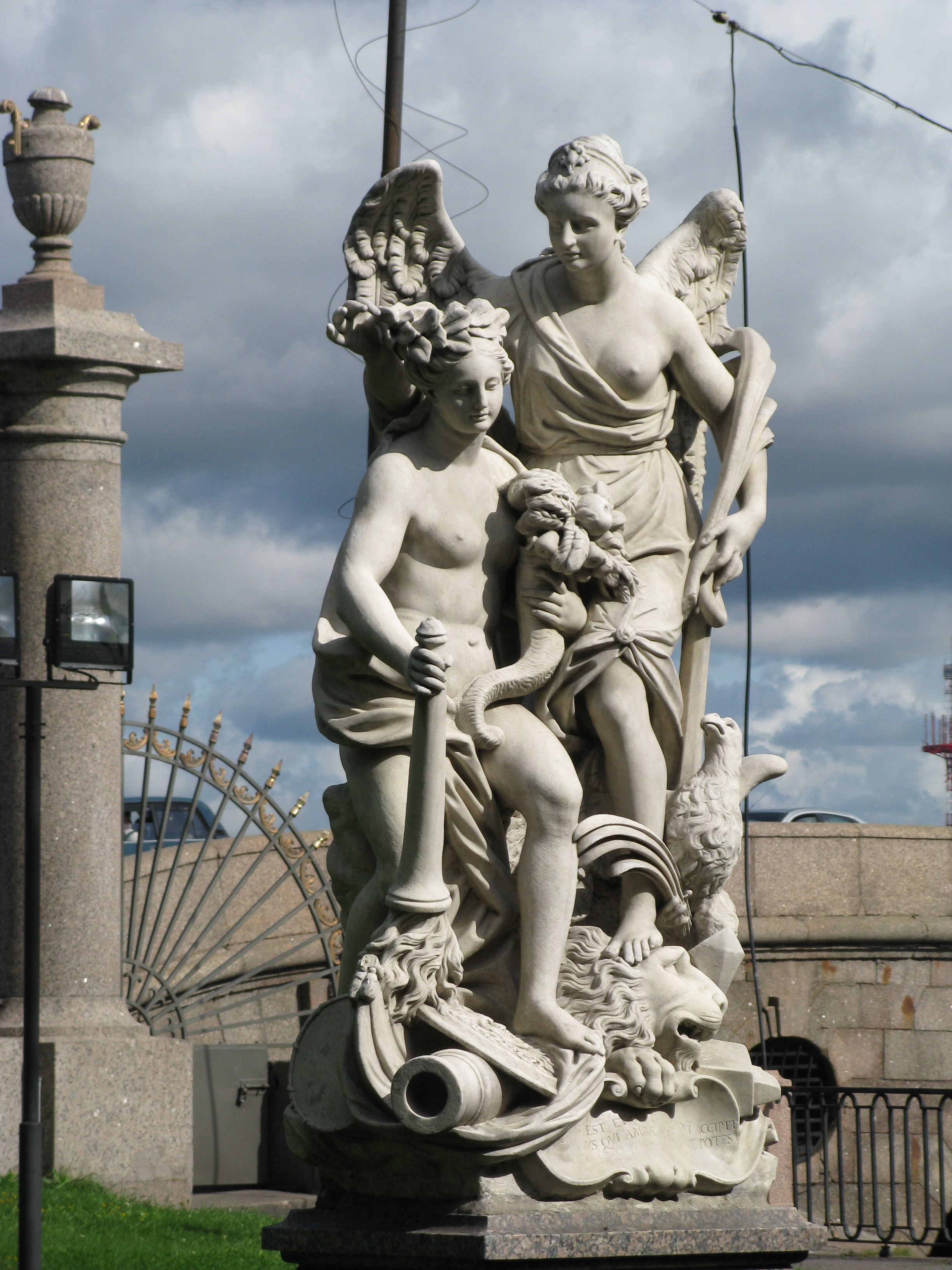
П'єтро Баратта, алегорія «Ніштадська мирна угода».

В короткий період 1721—1724 років Петро І насолоджувався станом переможця в Північній війні. В декорі його літньої резиденції з'являється тема тріумфу, тема перемоги. Зали Літнього палацу прикрасили плафони з алегоричною тематикою, що славила військову могутність монарха, його державну міць, морську міць його держави (плафони " Тріумф Мінерви ", " Тріумф Росії ", " Тріумф царя Петра " та ін.) Тему перемоги підтримувала і алегорична скульптурна група «Ніштадська мирна угода», яку створив по замові монарха італійський скульптор П'єтро Баратта. Її встановили під вікнами палацика з боку Неви. Оголена жінка, що уособлювала Московію, гасила смолоскип війни, а на її голову клала вінець перемоги крилата Фама — Слава або богиня Перемоги.

## По смерті імператора
По смерті імператора у січні 1725 р. палац зберігали, як меморіальне місце, пов'язане з ним і його діяльністю. Меблі і декор декілька разів міняли, хоча споруду не перебудовували. Але басейн-гаванець засипали. Після чергової повені рівень землі збільшили, взагалі засипавши петровські фонтани і підмурки палацу. Приміщення палацу використовували як житло для царських посадовців. Наприкінці 18 століття Літній сад відокремили від Неви новим класицистичним парканом і роздивитися фасади палацу тепер можна лише через прути металевої огорожі. Сад бароко втратив практично усі барокові фонтани і павільйони, барокове розпланування, а риси попередньої доби зберігали лише мармурові скульптури. Їх кількість неупинно скорочувалась через передачі у інші царські резиденції, а найкоштовніші передані у нові палаци ( давньоримська скульптура Венера Таврійська, «Алегорія Юстиції» скульптора Альвізе Тальяп'єтра, «Мир» та «Юстиція» П'єтро Баратта, «Діана та Амур» Джузеппе Торретто та інші).

## Музей

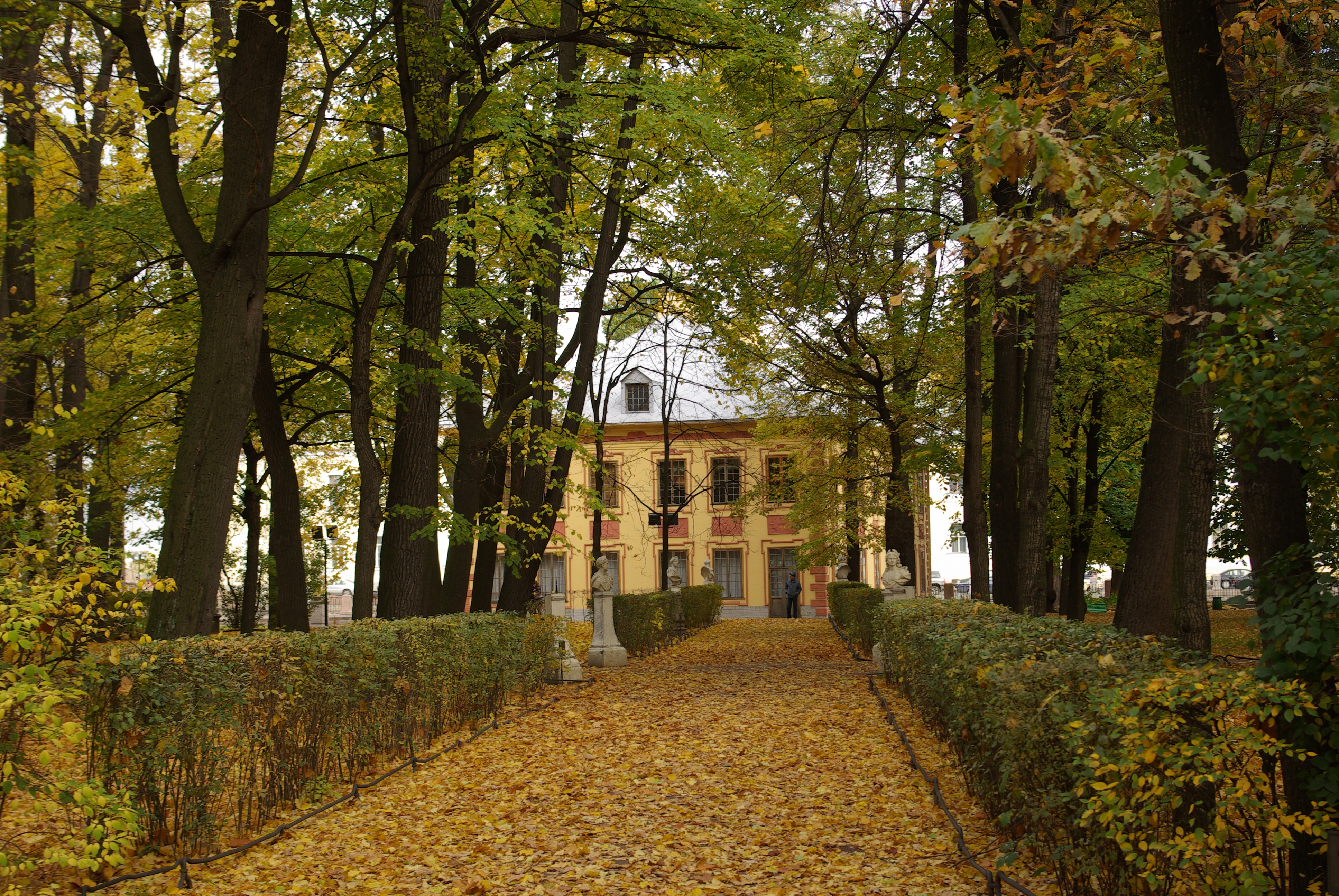
Літній палац Петра I восени.

Музейне використання споруди почалося лише у 1903 році, коли в столиці Російської імперії святкували 200-річчя з дня заснування Санкт-Петербурга. В збіднілому палаці була створена виставка з посвятою Петру I.
Розпочалося повільне дослідження декору палацу. Сім плафонів Літнього палацу були детально описані, замальовані, сфотографовані, проведена їх часткова реставрація. В добу СРСР радянські реставратори створили архів Літнього палацу і Літнього саду.
В роки блокади приміщення було збережене. В повоєнні роки розпочате детальне дослідження палацу. Закладені нові шурфи, знято шари зайвого фарбування і тиньку. Так були знайдені закладені вікна, сліди перебудов, залишки первісних оздоб, делфтські кахлі рідкісних зразків. Ремонтували флюгер з фігурою Юрія-змієборця. Відновлені вікна з дрібними шибками на зразок початку 18 ст. Ненабагато знизили рівень ґрунту, аби розкрити первісні пропорції споруди. У 1960-ті рр. знайдені залишки засипаного басейну-гаванця з швартовими кільцями.
По спогадам і збереженим фрагментам відновлені меблі і завіси з рідкісних тканин. Розбиті і втрачені кахлі з міста Делфт доповнені реставраційними кахлями у тій же технології.
Повне відтворення інтер'єрів палацу неможливе через відсутність багатьох оригінальних речей, їх втрату, їх передачі в інші музеї. Не відомі навіть первісні назви плафонів палацу — усі їх назви сучасні і умовні. Токарні верстати передані в музей Ермітаж, як і петровські колекції архітектурних малюнків, креслень архітекторів, що працювали над замовленнями царя. Прижиттєві портрети царя, Катерини І і їх дочок передані у Державний Російський музей. В шафах Зеленого кабінету демонструють речі-аналоги з Китаю чи Японії. Декілька проектів відновлення басейну — гаванця визнані неякісними або невдалими навіть в «сухому варіанті» і не прийняті до реалізації.